# كارل وييد
كارل وييد (بالسويدية: Calle Wede)‏ (20 أبريل 1990 بالسويد - ) هو لاعب كرة قدم سويدي في مركز الدفاع. شارك مع منتخب السويد تحت 17 سنة لكرة القدم. أما مع النوادي، فقد لعب مع نادي إلفسبورغ ونادي هلسينغبورغ ونادي فالكنبرغ.

## روابط خارجية
- كارل وييد على موقع اتحاد السويد (السويدية)
- كارل وييد على موقع قاعدة بيانات كرة القدم.إي يو (الإنجليزية)
- كارل وييد على موقع Soccerway.com (الإنجليزية)